# Großdubrau
Großdubrau, trong tiếng Sorbia Wulka Dubrawa, là một đô thị ở về phía đông của Sachsen, Đức. Đô thị Großdubrau có diện tích 54,22 km², dân số thời điểm ngày 31 tháng 12 năm 2006 là 4606 người. Đô thị Großdubrau thuộc huyện of Bautzen và tọa lạc về phía bắc Bautzen.